# Voto por correo

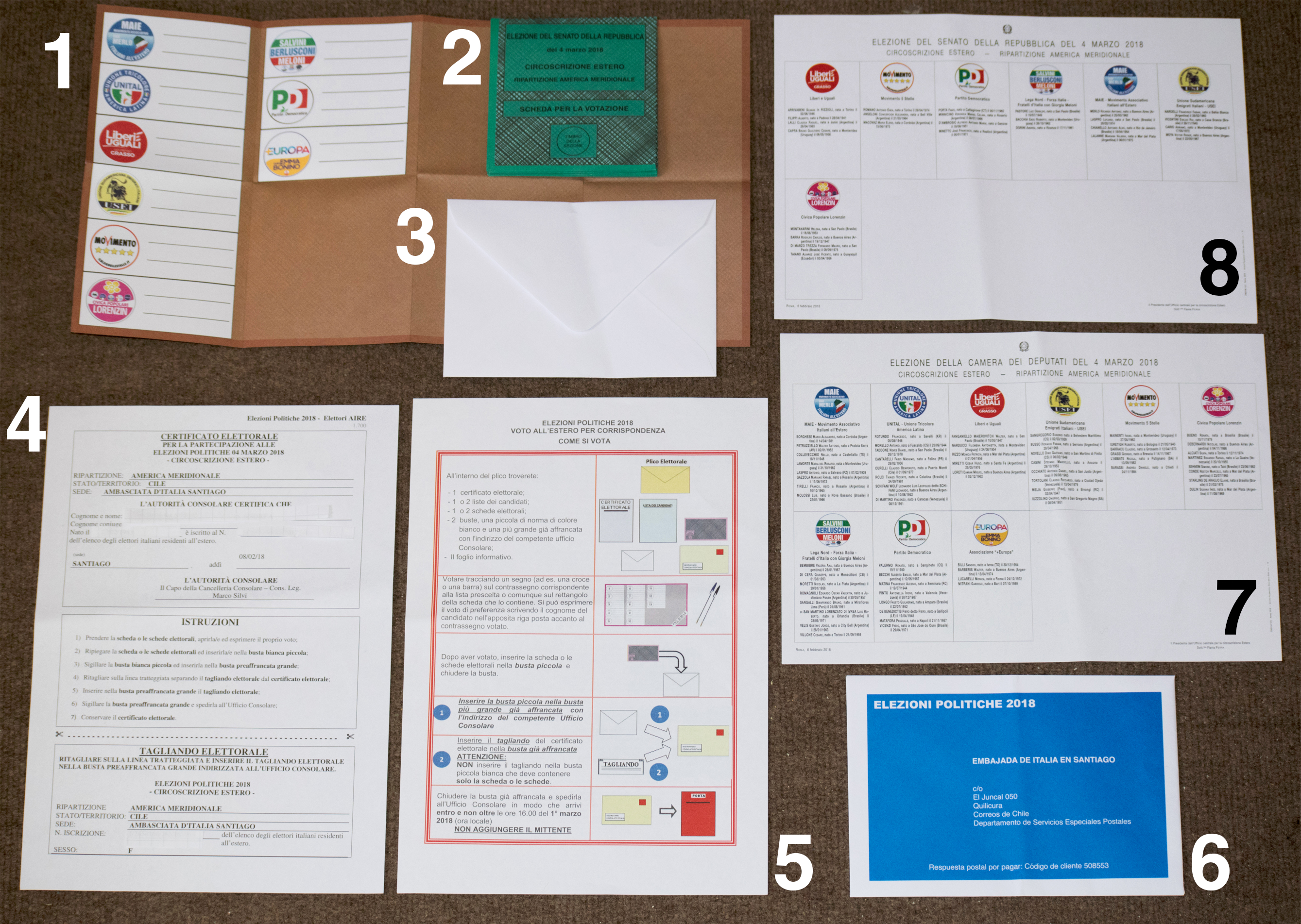
Elementos del paquete de voto por correo para las elecciones generales de Italia de 2018.

El voto por correo, también llamado voto postal o voto epistolar, es una de las modalidades de voto a distancia. Describe el método de votación en elecciones por el que las papeletas se distribuyen a los electores y/o se devuelven principalmente por correo postal, en contraste con la asistencia personal del elector a una mesa electoral y con el sistema de voto electrónico. En Estados Unidos las papeletas solicitadas por correo también pueden ser devueltas personalmente por la persona que las solicitó en centros de votación o en sitios destinados a ese fin. En muchos países democráticos, este método de votación se ofrece a los votantes únicamente bajo solicitud.
Beneficia a las personas que no pueden asistir en persona a los sitios donde votar, bien sea por una discapacidad física o por incapacidad económica.
Por otro lado, se plantean dudas acerca de si el voto por correo cumple las garantías del voto secreto, ya que la gente arroja su voto fuera de la seguridad de una mesa electoral. Ha habido casos de fraude electoral con los votos por correo en el Reino Unido (incluyendo las elecciones al parlamento europeo y local de Birmingham en 2004).

## Por país

### España

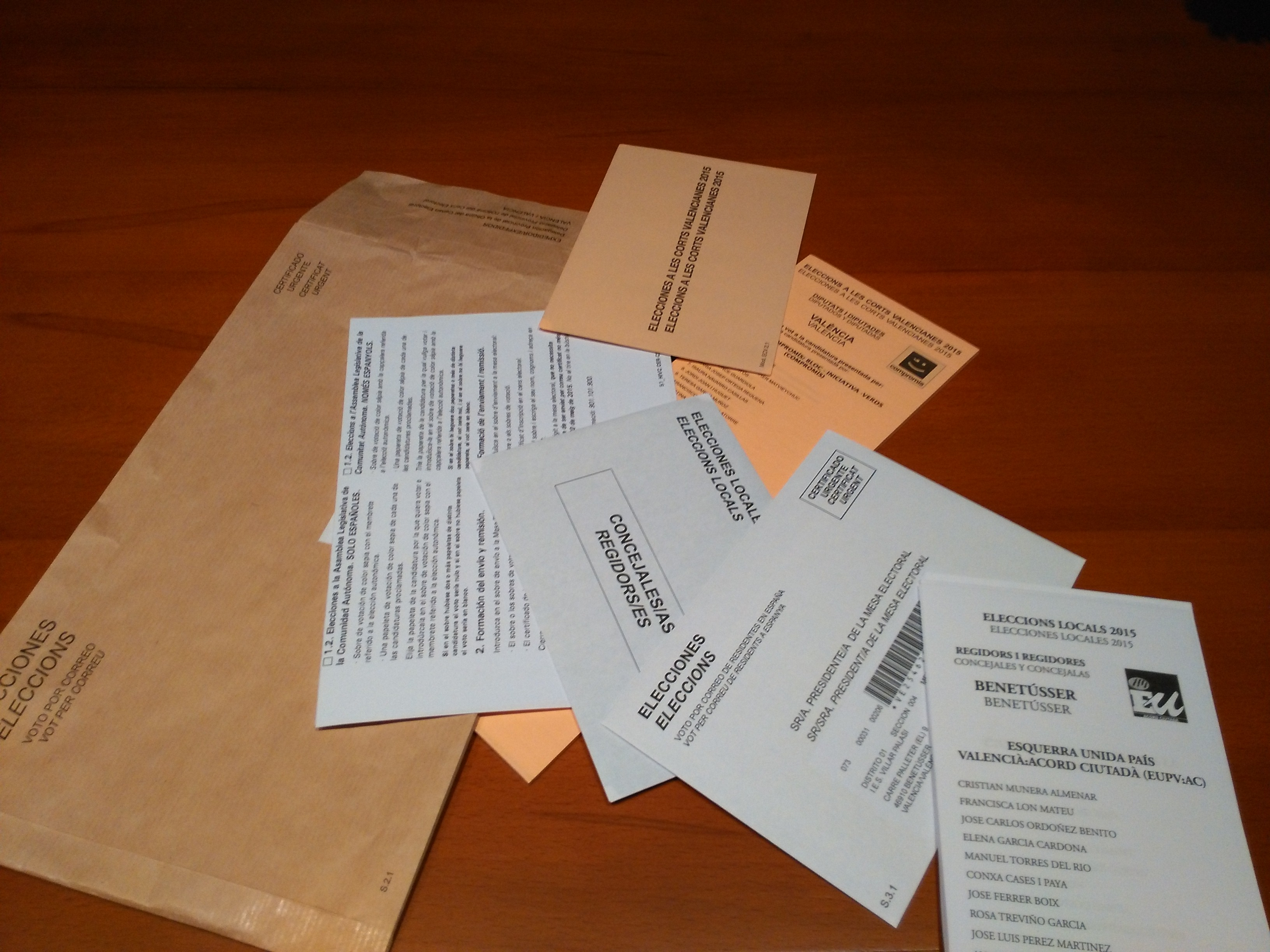
Paquete de voto por correo para las elecciones autonómicas y municipales de España de 2015.

En elecciones generales, europeas, autonómicas o municipales, los electores que lo deseen pueden emitir el voto por correo previa solicitud en una oficina de un operador postal, previamente designado por el Gobierno. 
La solicitud debe presentarse personalmente, o mediante un representante en caso de enfermedad o incapacidad acreditada por medio de certificación médica. 
Hasta la fecha, en todas las elecciones democráticas celebradas, el operador postal para los derechos de gestión del voto por correo ha sido Correos, dependiente del Ministerio de Hacienda.

### México

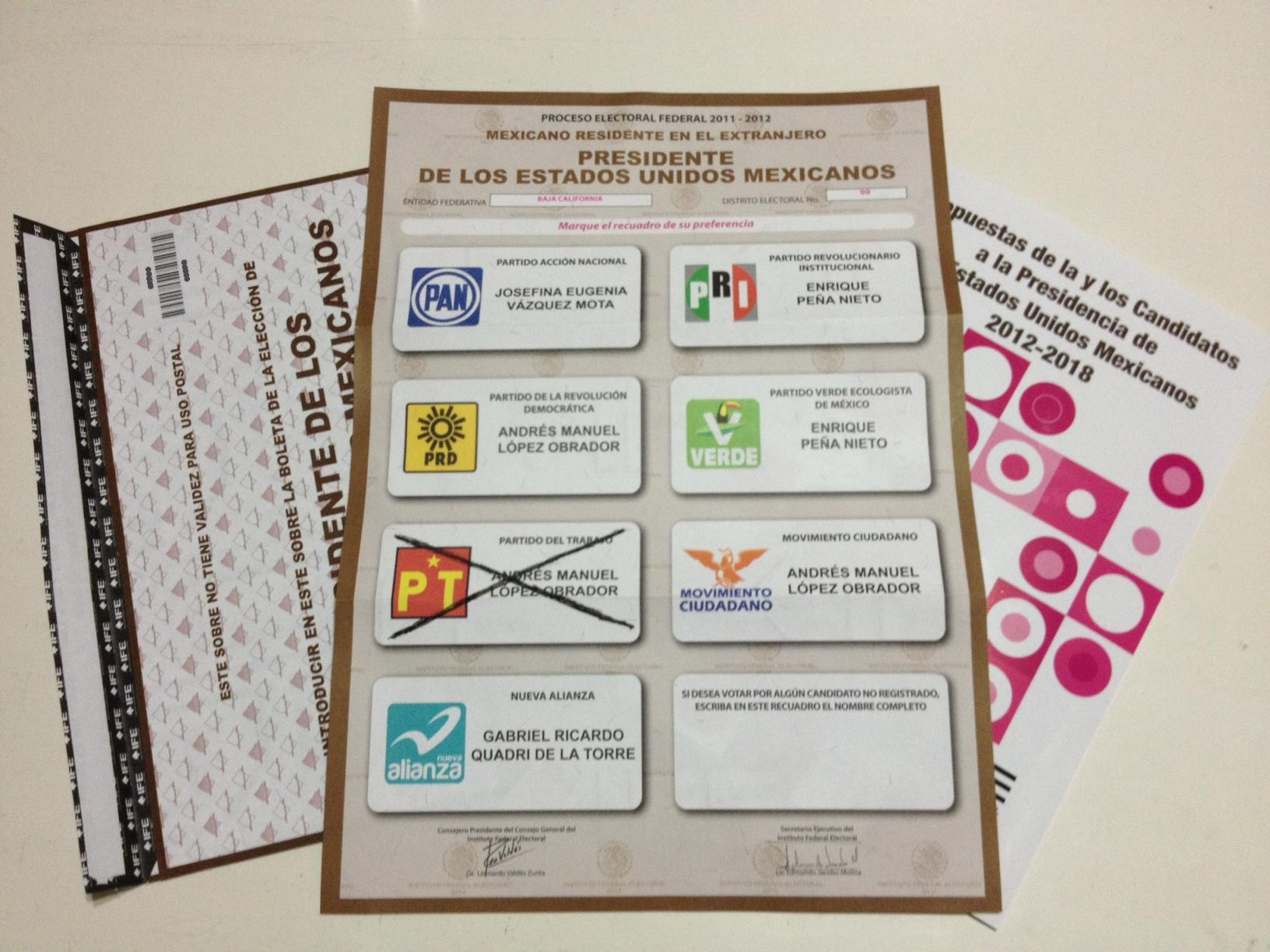
Algunos elementos del paquete electoral postal para las elecciones federales de México de 2012.

Las elecciones federales de 2006 fueron las primeras de México en las que se permitió el voto a distancia para las personas residentes en el extranjero (a través del voto por correo), en conformidad con los artículos 313 al 339 del COFIPE.

La Lista Nominal de Electores Residentes en el Extranjero se forma con las personas que lo solicitan al Instituto Federal Electoral, quien entonces envía las boletas electorales al extranjero.